# Mona Sahlin
Mona Sahlin (Sollefteå, 9 marzo 1957) è una politica svedese, già leader del Partito Socialdemocratico dei Lavoratori di Svezia.

## Biografia
Storica deputata del Partito Socialdemocratico svedese e vicepremier nel 1994-'95, si dimise a seguito dell'Affaire Toblerone.
Dopo un periodo di assenza, è tornata per un certo periodo alla guida del partito nei tardi anni 2000.